# Fontanna

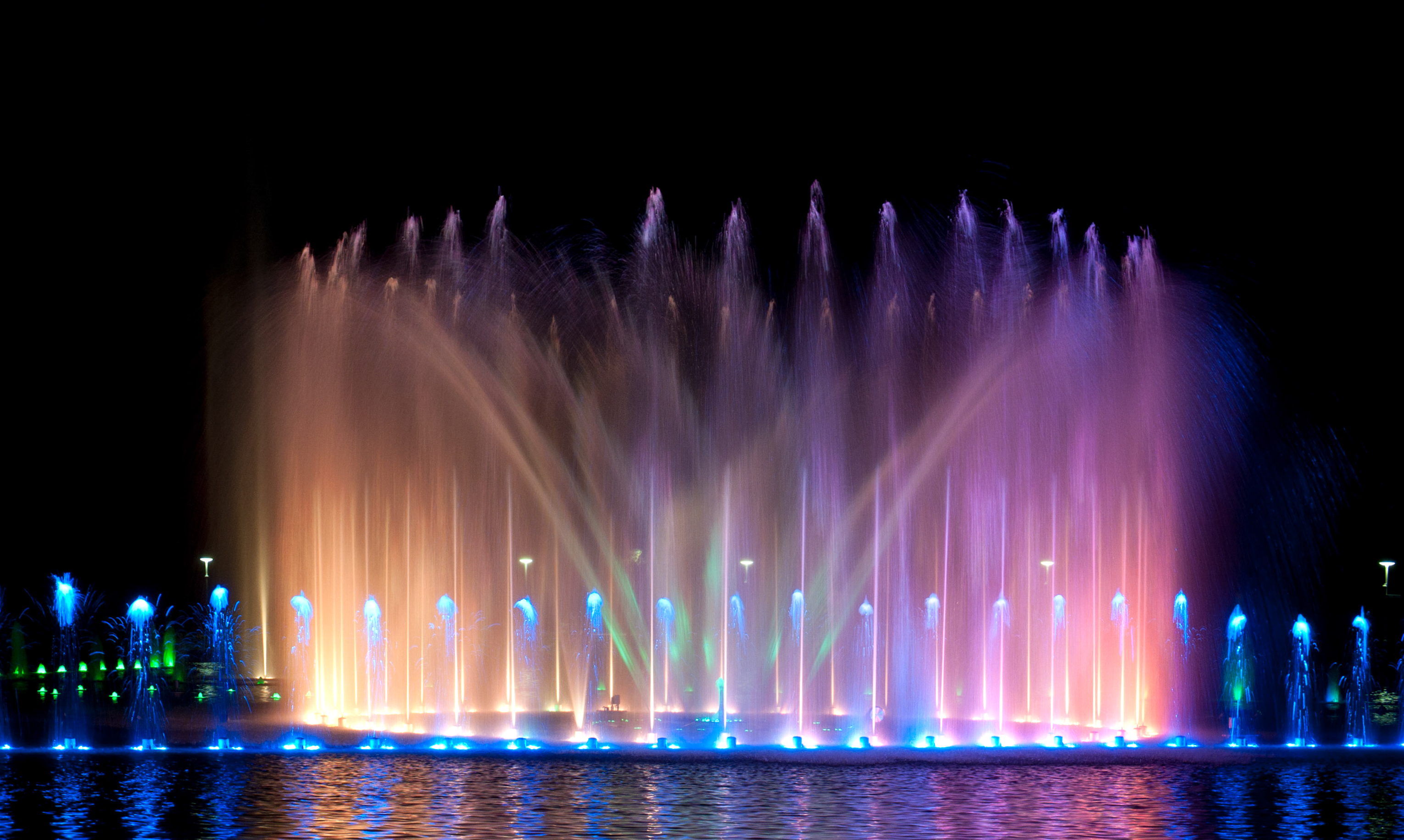
Multimedialna Wrocławska Fontanna

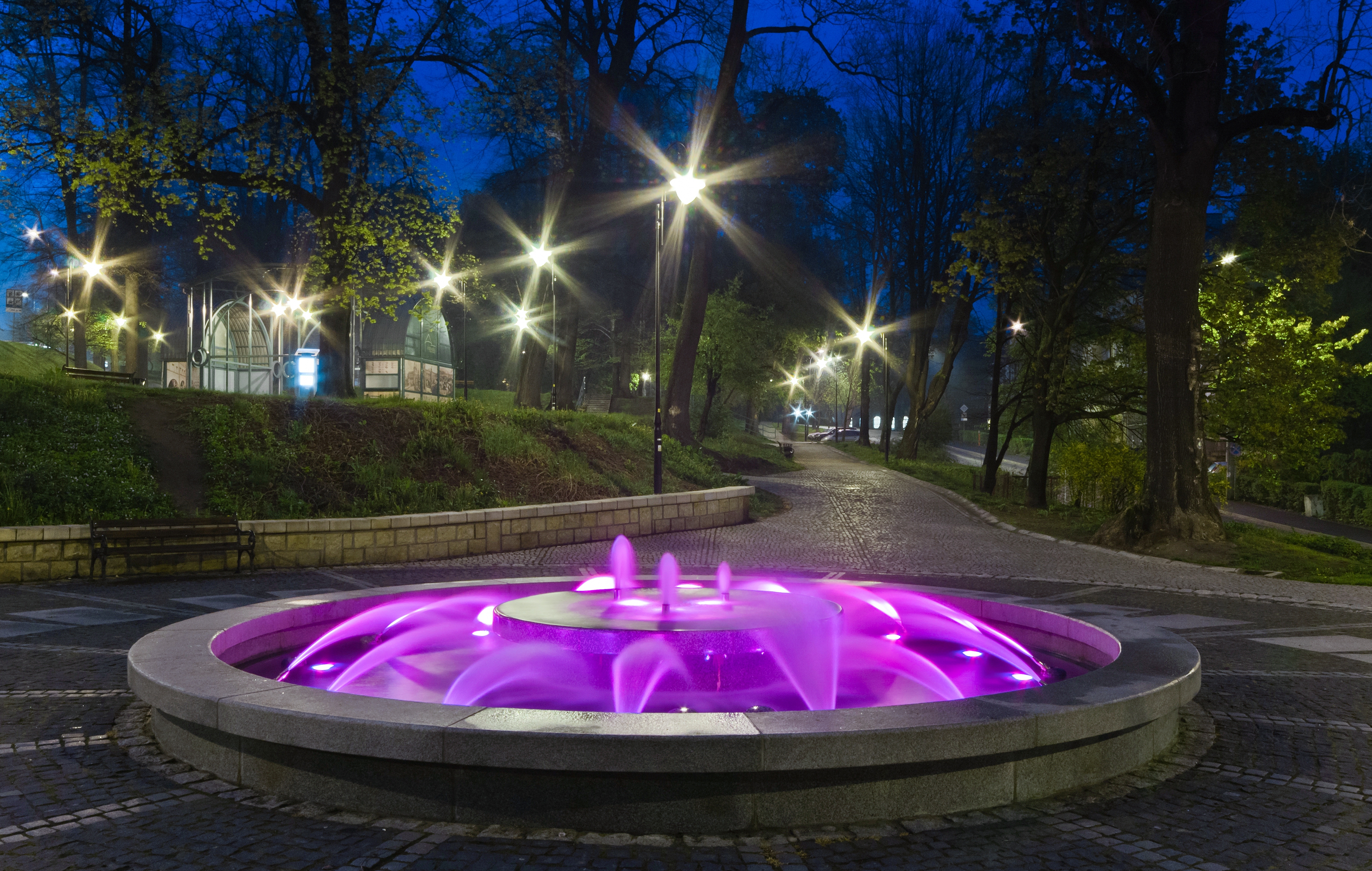
Fontanna w Kłodzku

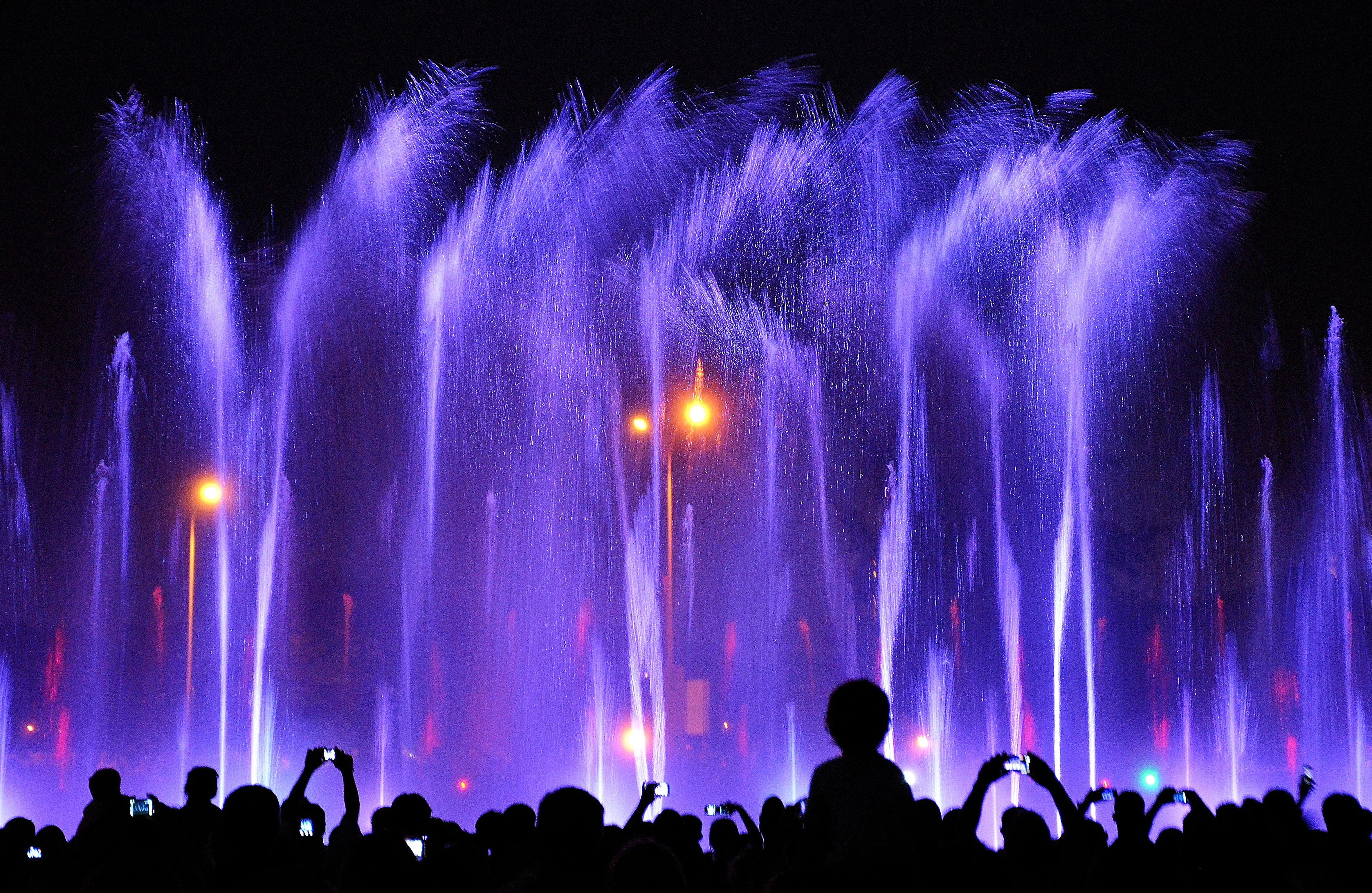
Fragment multimedialnego pokazu w warszawskim Multimedialnym Parku Fontann

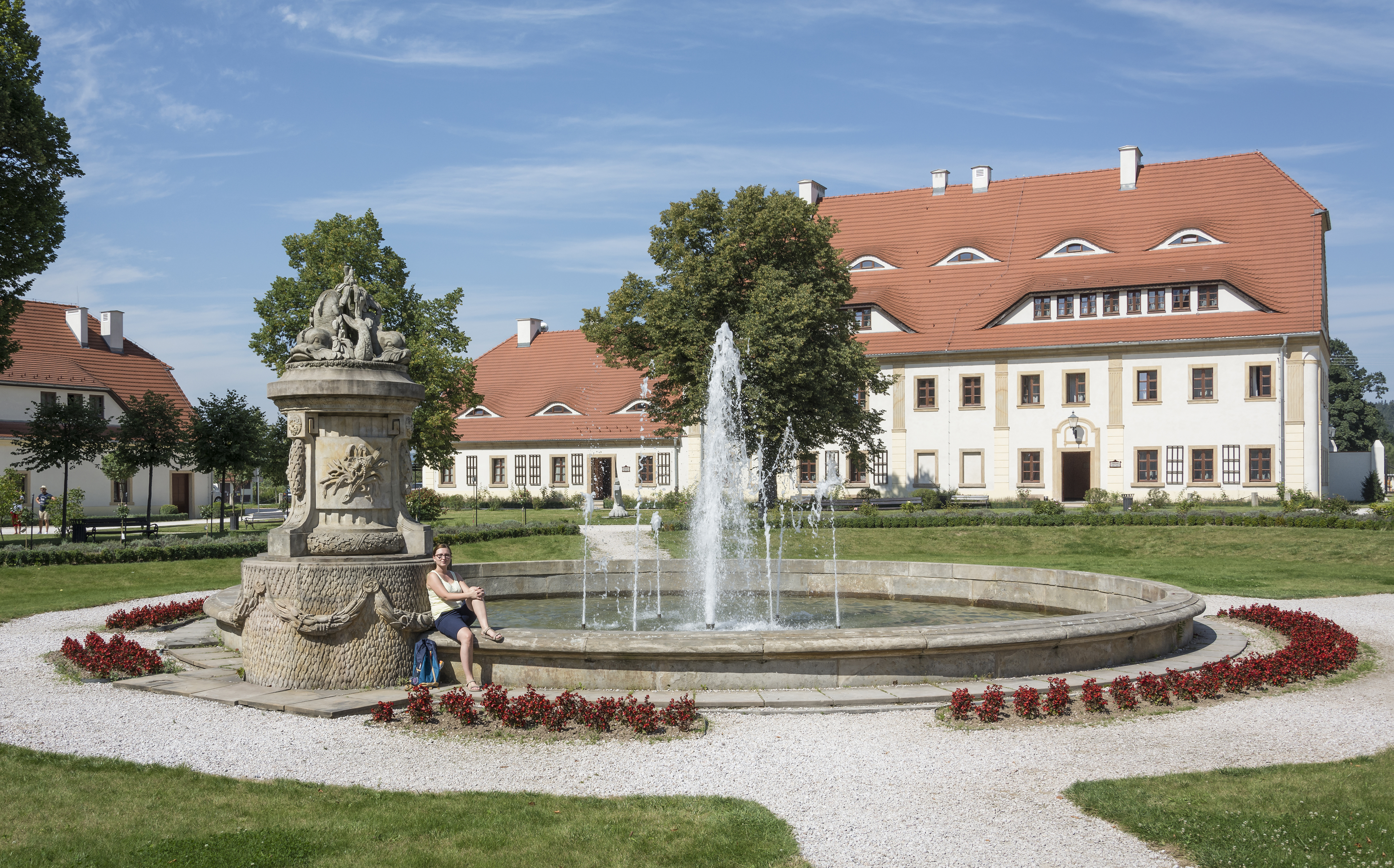
Fontanna przy Pałacu w Wojanowie

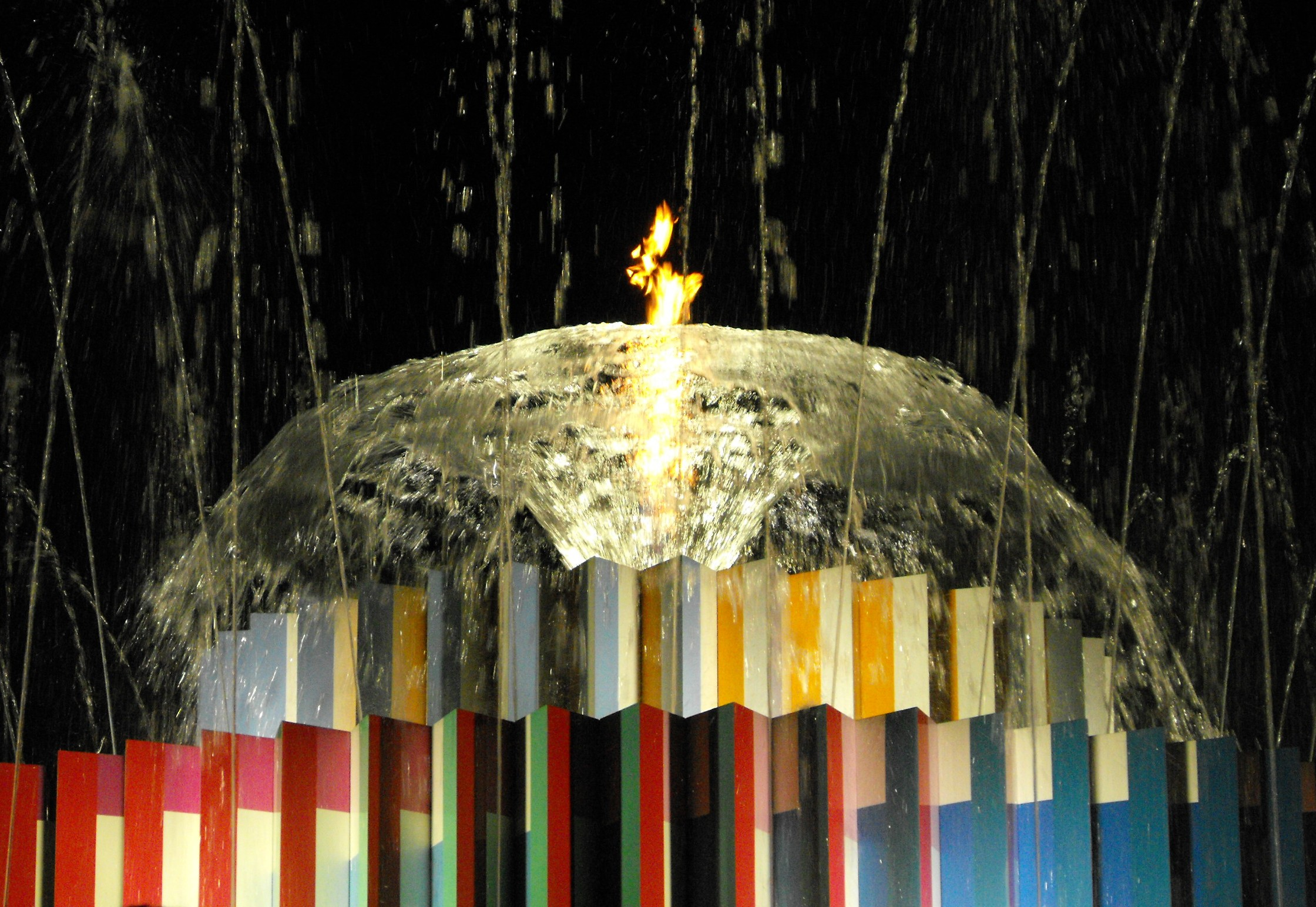
„Fontanna Ognia i Wody” na placu Dizengoffa w Tel Awiwie, którą zaprojektował artysta op-artu i sztuki kinetycznej Ja’akow Agam w 1986 r.

Fontanna (wodotrysk) – urządzenie wodne, najczęściej ozdobne, wyrzucające pod ciśnieniem wodę z dysz lub dyszy. Jest jednym z elementów tzw. małej architektury.
Jedna z konstrukcji składa się z basenu z przelewem i trzonu z dyszą. Do trzonu doprowadzona jest pod ciśnieniem woda, która tryska z jednej lub kilku dysz. Opadająca woda gromadzona jest w basenie. Basen może być złożony z jednej lub kilku mis różnej wielkości i różnego kształtu. Ilość wody w basenach regulowana jest za pomocą przelewów. Innym rodzajem fontann są takie, w których woda spływa w formie kaskad. Najbardziej znanym jej przykładem jest Fontanna di Trevi w Rzymie, która zasilana jest grawitacyjnie, wodą spływającą do niej akweduktem.
Fontanny często mają bogate oprawy rzeźbiarskie lub architektoniczne. Znane były już w starożytności. Służyły ozdobie (umieszczano je w ogrodach, parkach, na placach miast i dziedzińcach pałaców), a także pełniły funkcje użytkowe lub kultowe (np. w meczetach i wczesnochrześcijańskich bazylikach). Przy budowie wykorzystywano czasem źródła artezyjskie.
Współczesne fontanny często mają wbudowane automatyczne urządzenia do iluminacji czy regulacji strumienia wody (przykładem może być Wrocławska Fontanna multimedialna, Multimedialny Park Fontann w Warszawie czy też śpiewająca fontanna w Mariańskich Łaźniach).
Rozróżnia się dwa podstawowe typy fontann:
- europejski – woda tryska ponad zbiornik, a następnie wpada do niego, jednocześnie burząc lustro wody; tego typu fontanny rozpowszechniły się w Europie na początku ery nowożytnej i są obecnie najpopularniejsze;
- arabski – woda nigdy nie znajduje się w powietrzu, tylko wycieka z otworu po elementach swojej konstrukcji; fontanny tego typu budowali początkowo muzułmanie, głównie na półwyspie Iberyjskim i w Turcji; obecnie fontanny tego typu są mniej popularne od europejskich.

## Historia
Historia fontann sięga czasów starożytnych. Już około 3 tysiąclecia p.n.e. fontanny powstawały w Mezopotamii, a w starożytnej Grecji wykonane z kamienia i marmuru fontanny istniały już w VI wieku p.n.e. Starożytny Egipt, Persja i Indie, rozwijały zaawansowane systemy irygacyjne, w tym zbiorniki i kanały z fontannami. Te fontanny były istotne zarówno dla rolnictwa, jak i codziennego zaopatrzenia w wodę. Małe fontanny ulokowane w atrium lub wewnętrznym dziedzińcu bogatych domów odkryto w Pompejach. W 98 r. w Rzymie istniało 39 monumentalnych fontann zasilanych z akweduktów.
Kolejnym etapem rozwoju fontann były Starożytna Grecja i Rzym, gdzie zaczęły pełnić nie tylko funkcje praktyczne, ale i dekoracyjne. Rzymianie wykorzystali grawitację do budowy imponujących fontann kaskadowych i rzeźb wodnych, takich jak Fontanna Herona w Aleksandrii oraz fontanny w ogrodach Kwirynalskich.
W średniowieczu fontanny nabrały istotnego znaczenia symbolicznego i religijnego. Symbolizowały często raj i czystość. W klasztorach służyły do obmywania w obrzędach religijnych. Często stawiano je w pobliżu kościołów oraz na placach miejskich, będąc wyrazem zamożności i prestiżu. Sztuka islamska również odegrała rolę w kształtowaniu designu fontann, wprowadzając bogato zdobione mozaiki i rzeźbione ornamenty.
W renesansie wzorowano się na antycznych opisach, co zaowocowało powstaniem fontann o niezwykle bogatej formie, takich jak Fontanna di Trevi w Rzymie czy Fontanna Neptuna w Gdańsku. Jedną z pierwszych nowo wybudowanych w tym czasie była fontanna na placu przed kościołem Santa Maria in Trastevere (1472) umieszczona na miejscu wcześniejszej rzymskiej fontanny. Te dzieła sztuki nie tylko zdobiły pałacowe ogrody, ale także pełniły funkcję reprezentacyjną. W okresie baroku, w XVII i XVIII wieku, fontanny zdobiono licznymi figurami. Rzeźby stały się wtedy głównym elementem, a woda była wykorzystywana tylko do ich ożywiania i dekoracji. 
W XIX wieku fontanny stopniowo przestawały być źródłem wody pitnej, a były bardziej honorującymi narodowych bohaterów bądź wydarzenia historyczne pomnikami na placach miast i parków. Wiek XX wiązał się z zupełnym zwolnieniem fontann z konieczności bycia źródłem wody pitnej. Wprowadzano wtedy nowe materiały do ich budowy (beton, stal, szkło, ceramikę artystyczną i tworzywa sztuczne) i nowe technologie (oświetlenie elektryczne, dźwięk, elektryczne pompy wodne i kontrolę strumieni wody przez programy komputerowe).

## Zalety
Fontanna oczyszcza i ochładza powietrze, ruch wody w wodotrysku ujemnie jonizuje atmosferę, a to znacznie poprawia samopoczucie ludzi. Fontanna usuwa pył z powietrza i zagłusza miejski hałas według Zakładu Hydrologii i Gospodarki Wodnej Uniwersytetu Łódzkiego.